# Plagiomerus cyaneus
Plagiomerus cyaneus är en stekelart som först beskrevs av William Harris Ashmead 1888.  Plagiomerus cyaneus ingår i släktet Plagiomerus och familjen sköldlussteklar. Inga underarter finns listade i Catalogue of Life.